# Saeed Anwar (Hockeyspieler)
Saeed Anwar (geboren am 14. Oktober 1943 in Sheikhupura; gestorben am 15. Juli 2004 ebenda) war ein pakistanischer Hockeyspieler. Er gewann als Spieler bei Olympischen Spielen eine Goldmedaille und zwei Silbermedaillen sowie bei Asienspielen einmal Gold und einmal Silber.

## Sportliche Karriere
Saeed Anwars erstes großes Turnier waren die Olympischen Spiele 1964 in Tokio. Die pakistanische Nationalmannschaft gewann ihre Vorrundengruppe und bezwang im Halbfinale die spanische Mannschaft mit 3:0. Im Finale unterlagen die Pakistaner der indischen Mannschaft mit 0:1. Zwei Jahre später trafen Indien und Pakistan auch im Finale der Asienspiele 1966 in Bangkok aufeinander und abermals siegten die Inder.
1968 bei den Olympischen Spielen in Mexiko-Stadt setzte sich die pakistanische Mannschaft in der Vorrunde mit sieben Siegen in sieben Spielen durch. Nach einem Halbfinalsieg über die deutsche Mannschaft gewannen die Pakistaner das Finale gegen die Australier. 1970 fanden die Asienspiele in Bangkok statt, die Pakistaner gewannen die Goldmedaille gegen die indische Mannschaft. 
Auch in seinem letzten großen Turnier als aktiver Spieler bei den Olympischen Spielen 1972 in München erreichte Anwar mit der pakistanischen Mannschaft das Finale, dort unterlagen die Titelverteidiger der deutschen Mannschaft. Da sich die Pakistaner benachteiligt fühlten und dies bei der Siegerehrung sehr deutlich zum Ausdruck brachten und auch die Dopingprobe verweigerten, wurden sie zunächst disqualifiziert. Nach erfolgreichem Protest wurden alle Spieler bis auf drei begnadigt.
1976 war Saeed Anwar Trainer der pakistanischen Mannschaft, die das Finale verpasste, aber im Spiel um den dritten Platz gegen die Niederländer gewann.